# Loxam
Die Loxam-Gruppe ist ein internationales Unternehmen mit über 11.050 Mitarbeitern in 30 Ländern. Als Rechtsform dient die vereinfachte Aktiengesellschaft nach französischem Recht. Die Tochtergesellschaften nutzen Landes entsprechende Kapitalgesellschaften.

## Geschichte
Loxam, ehemals ein mittelständisches Unternehmen namens SAM (Société Armoricaine de Matériels), wurde 1967 im Westen Frankreichs gegründet. Bereits 1986 expandierte das Unternehmen mit 44 Niederlassungen. Gérard Déprez wurde folgend Geschäftsführer der Gruppe. Im Jahr darauf wurde die Farbe Rot für das Firmenlogo und für die Fahrzeugflotte gewählt.
Um sich künftig auch international etablieren und einheitlich auftreten zu können, wurde 1994 der Unternehmensname zu Loxam geändert. 1996 gründet sich Loxam Schweiz. Es folgte der Startschuss für die internationale Expansion der Gruppe: Belgien und Deutschland (1999), Großbritannien und Irland (2000), Spanien (2002), Luxemburg (2005), die Niederlande (2006) und Dänemark (2007) werden eröffnet.
Als ab 2009 die Finanzkrise den gesamten europäischen Bausektor beeinträchtigte, tätigte Loxam weiter Akquisitionen (Locarest in Frankreich, Locamachine in Belgien und Stammis in den Niederlanden). 2010 expandierte Loxam erstmals außerhalb von Europa und eröffnet eine Niederlassung in Marokko. Ende 2013 erfolgte der Kauf von Dansk Lift (80 Mitarbeiter) mit Niederlassungen in Dänemark, Schweden und Norwegen.
Heute besitzt die Loxam-Gruppe einen Mietpark von mehr als 650.000 Maschinen in 30 Ländern (Stand 31. Dezember 2021) und einem Umsatz von 2,6 Milliarden € im Jahr 2024. 1 Milliarde € Umsatz realisierte Loxam in Frankreich, in dem die Olympischen Sommerspiele ein Extravolumen von 50 Millionen € brachten.

## Spezialisierungen
Die Loxam-Gruppe ist auf folgende Leistungen spezialisiert:
- LOXAM Rental: Vermietung von Ausrüstung und Werkzeugen
- LOXAM Access: Vermietung von Hubarbeitsbühnen
- LOXAM Power: Leistungen für Industrie und Energiewirtschaft
- LOXAM Laho TEC: Ausrüstung-Verleih für erhöhte Gebäude
- LOXAM TP: Vermietung von Produkten zur Erdbewegung und Verdichtung
- LOXAM Module: Vermietung und Verkauf von tragbaren Unterkünften
- LOXAM Event: Ausrüstung- und Maschinenverleih für Veranstaltungen